# Нова Леванте
Но̀ва Лева̀нте (на италиански: Nova Levante; на немски: Welschnofen, Велшнофен) е село и община в Северна Италия, автономна провинция Южен Тирол, автономен регион Трентино-Южен Тирол. Разположено е на 1182 m надморска височина. Населението на общината е 1910 души (към 2010 г.).

## Език
Официални общински езици са и италианският и немският. Най-голямата част от населението говори немски. В общината се говори и други романски език, ладинският.
| %     | Роден език      |
| 5,53  | Италиански език |
| 94,00 | Немски език     |
| 0,47  | Ладински език   |